# Bailliage de Pont-à-Mousson
Le bailliage de Pont-à-Mousson est une ancienne entité administrative partagée par le duché de Bar et le duché de Lorraine puis, après 1765, par les provinces de Bar et de Lorraine.

## Description
Le bailliage de Pont-à-Mousson est créé en 1641 par Charles IV de Lorraine.
Situé en Lorraine pour une partie et dans le Barrois pour l'autre, ce bailliage est formé de ces deux territoires. Il est régi par les coutumes de Lorraine et de Saint-Mihiel, à l'exception de Manoncourt-sur-Seille qui est sous la coutume de l’évêché de Metz. Sur le plan religieux, Il est des diocèses de Toul et de Metz, dont la Moselle fait la séparation.
La mesure utilisée dans ce bailliage est la quarte, qui pèse en froment environ 132 livres ; on la divise en quatre bichets et celle d’avoine en six. En 1779, les principales productions du sol sont les vins, le froment, le seigle, l’orge, l’avoine, des foins et des fruits.

## Composition
Communautés qui sont dans ce bailliage en 1779 :

### Sous la coutume de Saint-Mihiel
- Pont-à-Mousson
- Andilly
- Ansauville
- Arry
- Avrainville
- St. Beaussant
- Beaumont, ci-devant Sambumont
- Belleau
- Bernécourt
- Blénod-devant-le-Pont
- Chérisy (mi-parti avec les Évêchés)
- Corny
- Domêvre-en-heys
- Essey-en-Voivre et Maiseray ou St. Gibrien
- Gezainville
- Gezoncourt
- Grisecourt
- Gros-rouvre
- Hamonville
- Hatton
- Lironville
- Maidière
- Mandres-aux-Quatre-Tours
- Manonville
- Les Ménils
- Minorville-St. Gengoult
- Montauville
- Morville-sur-Seille
- Mousson
- Noviant-aux-prez
- Rogéville
- Rozieres-en-heys
- Seicheprey
- Serrières
- Tremblecourt
- Ville-au-Val Ste. Marie
- Villers-en-heys
- Vittonville

### Sous la coutume de Lorraine
- Arnaville
- Bayonville
- Champey
- Goin et le fief de la Horgne
- La terre de Heys, composée de Flirey, Limey, Fey et Remenoville
- Jaulny
- Manoncourt-en-Voivre et la cense de Boyé
- Norroy-devant le Pont
- Pagny-sous-Preny
- La terre de Pierrefort, composée du château de Pierrefort, Mamey, Martincourt, St.-Jean-Pierrefort et la cense de Nanceuil
- Prény
- Regniéville
- Vandelainville
- Vendières et la seigneurie de Moulon
- Viéville-en-hez
- Vilcey-sur-Trey
- Villers-sous-Prény

### Sous la coutume de l’évêché de Metz
- Manoncourt-sur-Seille